# Robert Tapert
Robert Gerard Tapert (né le 14 mai 1955), quelquefois crédité sous le nom de Rob Tapert, Robert G. Tapert, ou Rip Tapert, est un producteur américain, connu être le cofondateur des sociétés Renaissance Pictures et Ghost House Pictures, en partenariat avec Sam Raimi. Il est marié à l'actrice Lucy Lawless.

## Filmographie
Sauf indication contraire, les informations mentionnées dans cette section peuvent être confirmées par la base de données cinématographiques IMDb,  présente dans la section « Liens externes ».

### Producteur / producteur délégué
- 1978 : Within the Woods (court métrage) de Sam Raimi
- 1981 : Evil Dead (The Evil Dead) de Sam Raimi
- 1985 : Mort sur le grill (Crimewave) de Sam Raimi
- 1987 : Evil Dead 2 (Evil Dead II: Dead by Dawn) de Sam Raimi
- 1989 : Easy Wheels de David O'Malley
- 1990 : Darkman de Sam Raimi
- 1991 : Lunatics: A Love Story de Josh Becker
- 1992 : Darkman (téléfilm) de Brian Grant
- 1993 : Evil Dead 3 : L'Armée des ténèbres (Army of Darkness) de Sam Raimi
- 1993 : Chasse à l'homme (Hard Target) de John Woo
- 1994 : Timecop de Peter Hyams
- 1994-1995 : MANTIS (série télévisée) - 22 épisodes
- 1994 : Hercule et les Amazones (Hercules and the Amazon Women) (téléfilm) de Bill L. Norton
- 1994 : Hercule et le Royaume oublié (Hercules and the Lost Kingdom) (téléfilm) de Harley Cokeliss
- 1994 : Hercule et le cercle de feu (Hercules and the Circle of Fire) (téléfilm) de Doug Lefler
- 1994 : Hercule et le Monde des ténèbres (Hercules in the Underworld) (téléfilm) de Bill L. Norton
- 1994 : Hercule et le Labyrinthe du Minotaure (Hercules in the Maze of the Minotaur) (téléfilm) de Josh Becker
- 1995 : Mort ou vif (The Quick and the Dead) de Sam Raimi
- 1995-1996 : American Gothic (série télévisée) - 22 épisodes
- 1995 : Darkman 2 : Le Retour de Durant (Darkman II: The Return of Durant) de Bradford May
- 1996 : Darkman 3 (Darkman III: Die Darkman Die) de Bradford May
- 1997-1998 : Jeux d'espions (Spy Game) (série télévisée) - 13 épisodes
- 1998 : Hercule et Xena : La Bataille du Mont Olympe (Hercules and Xena - The Animated Movie: The Battle for Mount Olympus) de Lynne Naylo
- 1998-1999 : Hercule contre Arès (Young Hercules) (série télévisée) - 49 épisodes
- 1995-1999 : Hercule (Hercules: The Legendary Journeys) (série télévisée) - 111 épisodes
- 1995-2001 : Xena, la guerrière (Xena: Warrior Princess) (série télévisée) - 134 épisodes
- 2000 : Intuitions (The Gift) de Sam Raimi
- 2000-2001 : Cleopatra 2525 (série télévisée) - 2 épisodes
- 2000 : Jack, le vengeur masqué (Jack of All Trades) (série télévisée) - 5 épisodes
- 2004 : The Grudge de Takashi Shimizu
- 2005 : Boogeyman de Stephen T. Kay
- 2005 : Evil Dead: Regeneration (jeu vidéo)
- 2006 : The Grudge 2 de Takashi Shimizu
- 2007 : Les Messagers (The Messengers) d'Oxide Pang Chun et Danny Pang
- 2007 : Rise (Rise: Blood Hunter) de Sebastian Gutierrez
- 2007 : 30 jours de nuit (30 Days of Night) de David Slade
- 2007 : Boogeyman 2 de Jeff Betancourt
- 2008-2010 : Legend of the Seeker : L'Épée de vérité (Legend of the Seeker) (série télévisée) - 44 épisodes
- 2009 : 13: Fear Is Real (en) (série télévisée) - 1 épisode
- 2009 : Messengers 2: The Scarecrow de Martin Barnewitz
- 2009 : Jusqu'en enfer (Drag Me to Hell) de Sam Raimi
- 2010 : 30 Jours de nuit : Jours sombres (30 Days of Night: Dark Days) de Ben Ketai
- 2010 : Zombie Roadkill (série télévisée) - 10 épisodes
- 2010-2013 : Spartacus : Le Sang des gladiateurs (Spartacus: Blood and Sand) (série télévisée) - 33 épisodes
- 2011 : Spartacus : Les Dieux de l'arène (Spartacus: Gods of the Arena) (mini-série télévisée)
- 2012 : Possédée (The Possession) d'Ole Bornedal
- 2013 : Evil Dead de Fede Álvarez
- 2015 : Poltergeist de Gil Kenan
- 2016 : Don't Breathe : La Maison des ténèbres (Don't Breathe) de Fede Álvarez
- 2015-2018 : Ash vs. Evil Dead (série télévisée) - 20 épisodes
- 2020 : The Grudge de Nicolas Pesce
- 2021 : La Chapelle du diable (The Unholy) d'Evan Spiliotopoulos
- 2021 : Don't Breathe 2 de Rodo Sayagues
- 2021 : Les Pages de l'angoisse (Nightbooks) de David Yarovesky
- 2023 : Evil Dead Rise de Lee Cronin
- 2026 : Evil Dead Burn de Sébastien Vaniček

### Scénariste
- 1995-2001 : Xena, la guerrière (Xena: Warrior Princess) (série télévisée)
- 1996 : Hercule (Hercules: The Legendary Journeys) (série télévisée) - 1 épisode
- 1997 : Amazon High (téléfilm) de Michael Hurst
- 1998-1999 : Hercule contre Arès (Young Hercules) (série télévisée) (créateur)
- 2000-2001 : Cleopatra 2525 (série télévisée) (créateur)
- 2005 : Alien Apocalypse (téléfilm) de Josh Becker

### Acteur
- 1977 : It's Murder ! (court métrage) de Sam Raimi
- 1977 : The Happy Valley Kid (court métrage) de Sam Raimi
- 1980 : The Blind Waiter (court métrage) de Josh Becker et Scott Spiegel
- 1981 : Evil Dead (The Evil Dead) de Sam Raimi : un homme rustre (non crédité)
- 1981 : Torro. Torro. Torro! (court métrage) de Josh Becker et Scott Spiegel
- 1984 : Going Back de Ron Teachworth
- 1985 : Mort sur le grill (Crimewave) de Sam Raimi : le patron du bar
- 1987 : Evil Dead 2 (Evil Dead II: Dead by Dawn) de Sam Raimi : un employé à l'aéroport
- 1995 : Hercule (Hercules: The Legendary Journeys) (série télévisée) - 1 épisode